# 新桥镇 (靖江市)
新桥镇，是中华人民共和国江苏省泰州市靖江市下辖的一个乡镇级行政单位。

## 行政区划
新桥镇下辖以下地区：
振兴社区、礼士桥社区、四墩子社区、五星村、益民村、太东村、礼圣村、太和村、滨江村、礼士村、文东村、务本村、新桥村、孝化村、新合村、水三村、新柏村、三兴村、双龙村、德胜村和三太村。